# Prva Panonija
Prva Panonija (latinsko: Pannonia Prima), rimska provinca, ustanovljena leta 296 z reformami cesarja Dioklecijana. Pred tem je bila del province Panonije, ki se je postopoma razdelila na štiri manjše upravne enote: Prvo Panonijo, Drugo Panonijo, Valerijo in Savijo. Delitev je bila zaključena v času cesarja Konstantina I.. Notitia Dignitatum pravi, da je provinco upravljal praeses.

## Geografija
Obsegala je dele sedanje Madžarske, Avstrije, Slovaške, Slovenije in Hrvaške. Njeno glavno mesto je bila Savaria, sedanji  Szombathely, ki so jo zgradili med vladanjem cesarja Klavdija. Mesto je stalo na pomembnem križišču jantarne ceste, ki je povezovala Baltik z Akvilejo, in ceste med Trierjem in Sirmijem. Drugi pomembni mesti sta bili Vindobona, sedanji Dunaj, in Scarbantia, sedanji Sopron.  Upravno središče Prve Panonije, Dalmacije in Norika  je bilo v Sirmiju.
Prva Panonija je bila v severozahodni četrtini nekdanje province Panonije. Na zahodu je mejila na Alpe, ki so spadale v Norik, na severu na Donavo, na jugu pa na Dravo. Na vzhodu jo je od Valerije delila sporna meja sever-jug, ki se je dotikala vzhodnega konca Blatnega jezera (lacus Pelso). Na drugi strani jezera je ob cesti Sirmij-Savarija stala trdnjava Valcum, sedanja Fenékpuszta, ki je bila zgrajena v Konstantinovem času in je bila središče cesarskega latifundija. Edina zunanja meja province je bila na reki Donavi, ki je bila lahko branljiva, zato je bilo ob njej  samo nekaj utrdb.

## Propad
Cesar Gracijan je začel v Panoniji naseljevati Hune kot rimske federate. Po letu 375 se rimski denar po celi Panoniji severno od Drave ni več uporabljal, kar pomeni, da je  rimski vpliv v regiji močno upadel. Federati, Vzhodni Goti in Huni so stalno povzročali težave, ki jih je Klavdijan leta 399 opisal kot "stalno obleganje". Provinca se je pod Generidom še držala, do leta 427 pa se je popolnoma asimilirala v hunsko okolje.  Rim ni nikoli več vzpostavil svoje oblasti na tem ozemlju, čeprav je uradno ostalo rimska provinca vse do propada vzhodnogotskega kraljestva leta 553.